# موریس داندو
موریس داندو (انگلیسی: Maurice Dando؛ ژوئیه ۱۹۰۵ – ۱۹۴۹ (۴۳−۴۴ سال)) بازیکن فوتبال اهل بریتانیا بود.
از باشگاه‌هایی که در آن بازی کرده‌است می‌توان به باشگاه فوتبال یورک سیتی، باشگاه فوتبال بث سیتی، باشگاه فوتبال کرو آلکساندرا، باشگاه فوتبال بریستول راورز، و باشگاه فوتبال چسترفیلد اشاره کرد.